# Rice & Curry
Rice & Curry – debiutancki album studyjny piosenkarza Dra. Bombaya, wydany w 1998 roku.

## Lista utworów
Źródło: swedishcharts.com
| Nr  | Tytuł                               | Długość |
| --- | ----------------------------------- | ------- |
| 1.  | „Intro”                             | 0:37    |
| 2.  | „Dr. Boom-Bombay”                   | 3:21    |
| 3.  | „Calcutta (Taxi, Taxi, Taxi)”       | 3:18    |
| 4.  | „Rice & Curry”                      | 1:44    |
| 5.  | „Safari”                            | 3:22    |
| 6.  | „S.O.S. (The Tiger Took My Family)” | 3:27    |
| 7.  | „Holabaloo”                         | 3:03    |
| 8.  | „Shaky Snake”                       | 3:02    |
| 9.  | „Girlie Girlie”                     | 3:11    |
| 10. | „My Sitar”                          | 3:03    |
| 11. | „Indy Dancing”                      | 3:17    |
| 12. | „Outro”                             | 2:10    |

## Pozycje na listach
| Państwo   | Lista (1997–1999) | Najwyższa pozycja |
| --------- | ----------------- | ----------------- |
| Szwecja   | Top 60 Albums     | 1                 |
| Norwegia  | Top 40 Albums     | 2                 |
| Finlandia | Top 40 Albums     | 2                 |